# Dissidia Final Fantasy
Dissidia Final Fantasy (ディシディア ファイナルファンタジー - Dišidia Fainaru Fantadží) je akční, bojová videohra typu RPG od japonské firmy Square Enix pro platformu PlayStation Portable. V Japonsku vyšla v prosinci 2008 jako součást oslav dvacátého výročí existence série Final Fantasy. Ve zbytku světa byla vydána v srpnu a září následujícího roku. V Japonsku byla vydaná podruhé také v roce 2009 coby Dissidia Final Fantasy: Universal Tuning. Nejedná se o hru hlavní série, avšak díky pokračováním tvoří Dissidia svou vlastní sérii.
Ve hře se vyskytují všechny hlavní a záporné postavy ze všech her série Final Fantasy, jež vyšly před datem vydání této hry Dissidia Final Fantasy. Všechny postavy slouží dvěma božským entitám: Cosmos, představující harmonii, a Chaos, představující nesvár. Cosmos a Chaos spolu prostřednictvím svých vyvolených hrdinů válčí ve věčném boji. Pro třináctou válku si oba vybrali deset bojovníků a ti bojující za Cosmos jsou protagonisty hry.
Hra měla být dle přání Tecuji Nomury, jednoho z vývojářů, původně spin-off herní série Kingdom Hearts, avšak vedení Square Enix rozhodlo, že bude součástí série Final Fantasy. Hra byla úspěšná v Japonsku i na západních trzích, a tak bylo rozhodnuto o vytvoření zatím dvou pokračování Dissidia 012 Final Fantasy a Dissidia Final Fantasy NT.

## Popis hry
Původně byla Dissidia Final Fantasy popsána jako "dramatická, progresivní, akční hra" s 3D grafikou a s možností bezdrátové hry dvou hráčů proti sobě. Postavy používají různá schémata dovedností a způsobují jimi zranění soupeři. Jednotlivé postavy lze vybavovat předměty.
Obě bojující postavy se pohybují v trojrozměrném bojišti, v němž mohou vykonávat různé úhybné či útočné manévry s využitím prostředí, kde se bitva odehraje. Na mapách bojiště se nacházejí i pasti na hráče. Za porážku protivníka hráč získá zkušenostní body a gily, fiktivní měnu série Final Fantasy.
Podobně jako v jiných bojových hrách je účelem hry snížit nepřítelovu hladinu životů (HP) na nulu. Kromě HP mají obě bojující postavy k dispozici útočnou a obrannou moc, jež je číselně znázorněna v systému BRV neboli "Bravery Points" (Body statečnosti), které začínají na stejných startovních hodnotách, jež si během boje BRV útoky vzájemně kradou a ten úspěšnější má pak v boji výhodu. HP útoky pak bývají smrtonosnější, neboť jejich síla je odvozena přímo z momentální BRV. Při použití HP útoku je však hodnota BRV útočníka snížena na nulu a poté se pomalu obnovuje do startovní hodnoty. BRV je možné u nepřítele snížit i do záporných hodnot a během ní je daná postava v tzv. "Break mode" (Mod zlomu), během nichž není schopna útočit HP ani BRV útoky a veškeré nepřátelské útoky na ni jsou posíleny kritickým úderem, navíc útočník rychle nabírá zvýšení množství BRV.
Jedním z hlavních znaků bojového systému je "EX Gauge" (EX stupnice), které lze doplnit různými způsoby od úspěšných úderů nepříteli i od nepřítele, zisk jader EX rozesetých po bojové mapě apod. Jakmile je EX stupnice naplněna, hráč může svou postavu uvést do stavu "EX Mode". V tomto modu je postava na krátkou dobu výrazně silnější a jsou aktivovány nové, běžně nedostupné typy útoků, jako například "EX Burst" (EX Výbuch), kterému se nelze vyhnout a nepříteli uštědří závažné zranění. Tento typ útoku se velice podobá limitům (Limit Break) z hlavní série. Během nabíjení tohoto útoku hráč musí zmáčknout rychle ve správném pořadí zobrazená tlačítka, zatímco nepřítel má šanci na snížení škod neustálým mačkáním tlačítka kolečko, pokud rozezná, co na něj jeho soupeř chystá. Pokud postava využije Ex Burst, skončí po jeho vykonání Ex Mode a stupnice se vynuluje.
V anglické a mezinárodní verzi hry je možné hrát arkádový mod, který ruší většinu výše uvedených bojových prvků a jednotlivé postavy jsou všechny víceméně stejně silné. V arkádovém modu lze hrát za hrdiny i padouchy.

### Herní postavy
Příběh se točí kolem dvou bohů a jejich bojovníků, a je vyprávěn Cidem z Lufainu, jednou z postav první Final Fantasy. Kromě bohů a bojovníků se ve světě vyskytují dvojníci (Dopplegängeři), zvaní Manikin. Jednotlivé části příběhu vypráví o jedné konkrétní postavě. Ve hře jich je celkem 22 o všech deseti protagonistech série od prvního do desátého dílu i o všech deseti nepřátelích z těchto dílů. Ve hře jsou obsaženy ještě dva doplňkové příběhy "tajných" postav Final Fantasy XI a Final Fantasy XII. Původní japonská verze hry však nabízela pouze hru za deset postav.
| Ze hry             | Postavy (kladná, záporná)        |
| ------------------ | -------------------------------- |
| Final Fantasy I    | Válečník světla, Garland         |
| Final Fantasy II   | Firion, Imperátor                |
| Final Fantasy III  | Cibulový rytíř, Mrak Temnoty     |
| Final Fantasy IV   | Cecil Harvey, Golbez             |
| Final Fantasy V    | Bartz Klauser, Exdeath           |
| Final Fantasy VI   | Terra Branfordová, Kefka Palazzo |
| Final Fantasy VII  | Cloud Strife, Sephiroth          |
| Final Fantasy VIII | Squall Leonhart, Ultimecia       |
| Final Fantasy IX   | Zidane Tribal, Kudža             |
| Final Fantasy X    | Tidus, Jecht                     |
| Final Fantasy XI   | Šantotto, -                      |
| Final Fantasy XII  | - , Gabranth                     |